# Yarmister barberi
Yarmister barberi är en skalbaggsart som beskrevs av Wenzel 1939. Yarmister barberi ingår i släktet Yarmister och familjen stumpbaggar. Inga underarter finns listade i Catalogue of Life.